# Ti voglio dire/Viaggio
Ti voglio dire/Viaggio è un 45 giri di Riccardo Fogli, pubblicato nel 1976.
Il brano Ti voglio dire, di Carla Vistarini e Luigi Lopez, è stato inserito nell'album raccolta Io ti porto via, uscito nel 1978.
Il brano Viaggio è invece contenuto nella raccolta pubblicata nel 2005.